# 8 Batalion Remontowy

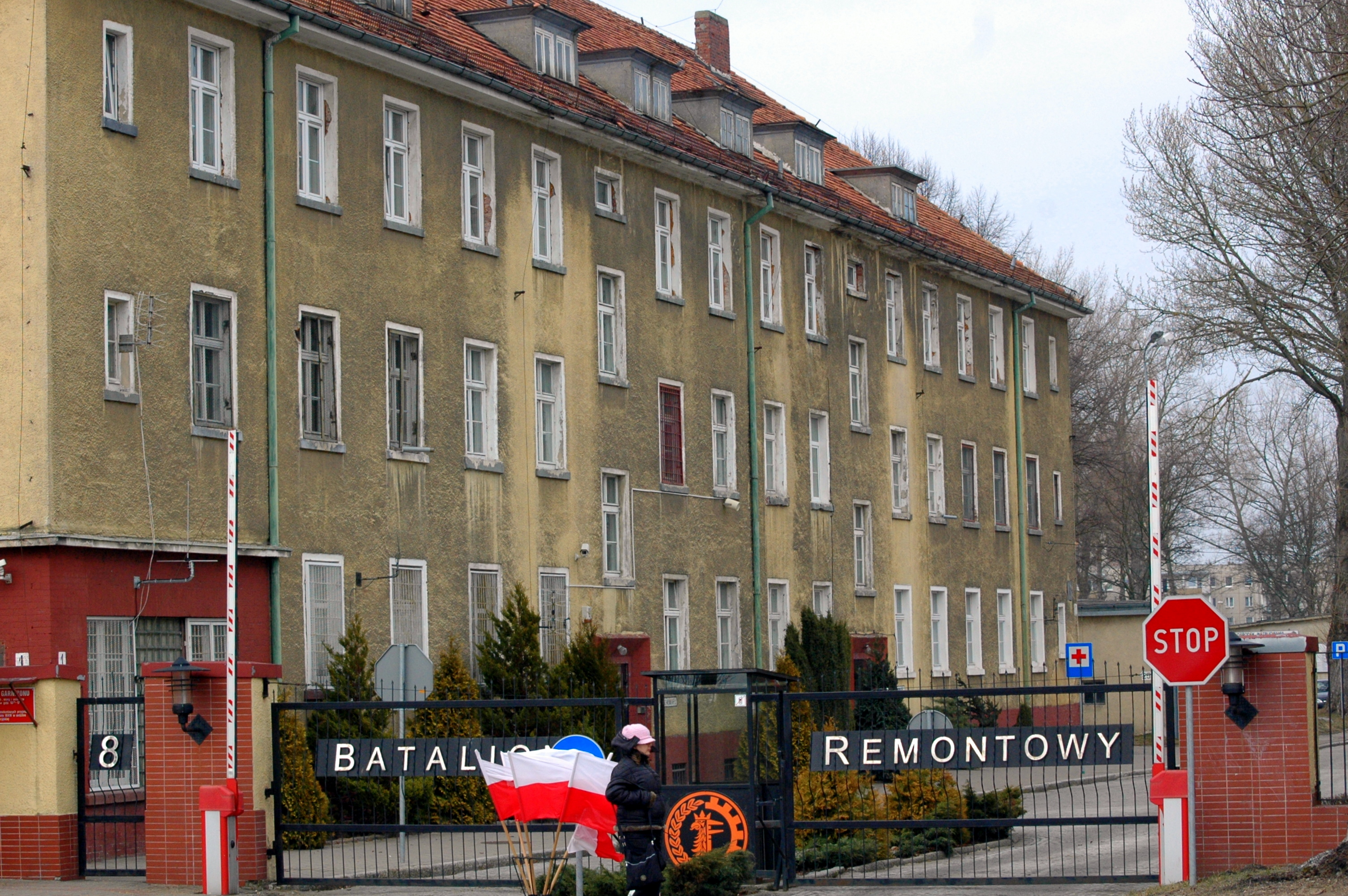
Siedziba 8 brem w Kołobrzegu.

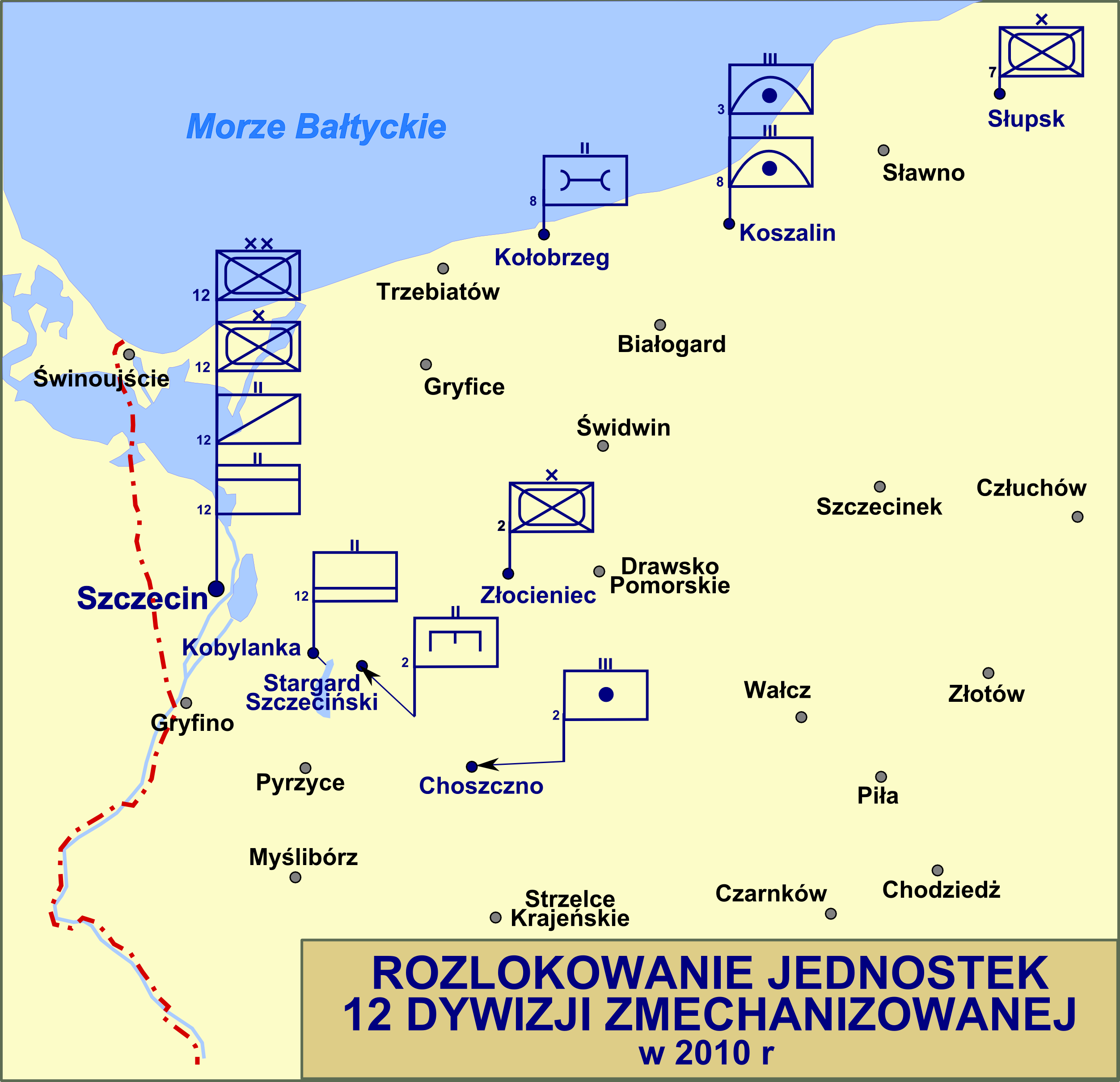
Rozlokowanie jednostek 12 DZ w 2010 r.

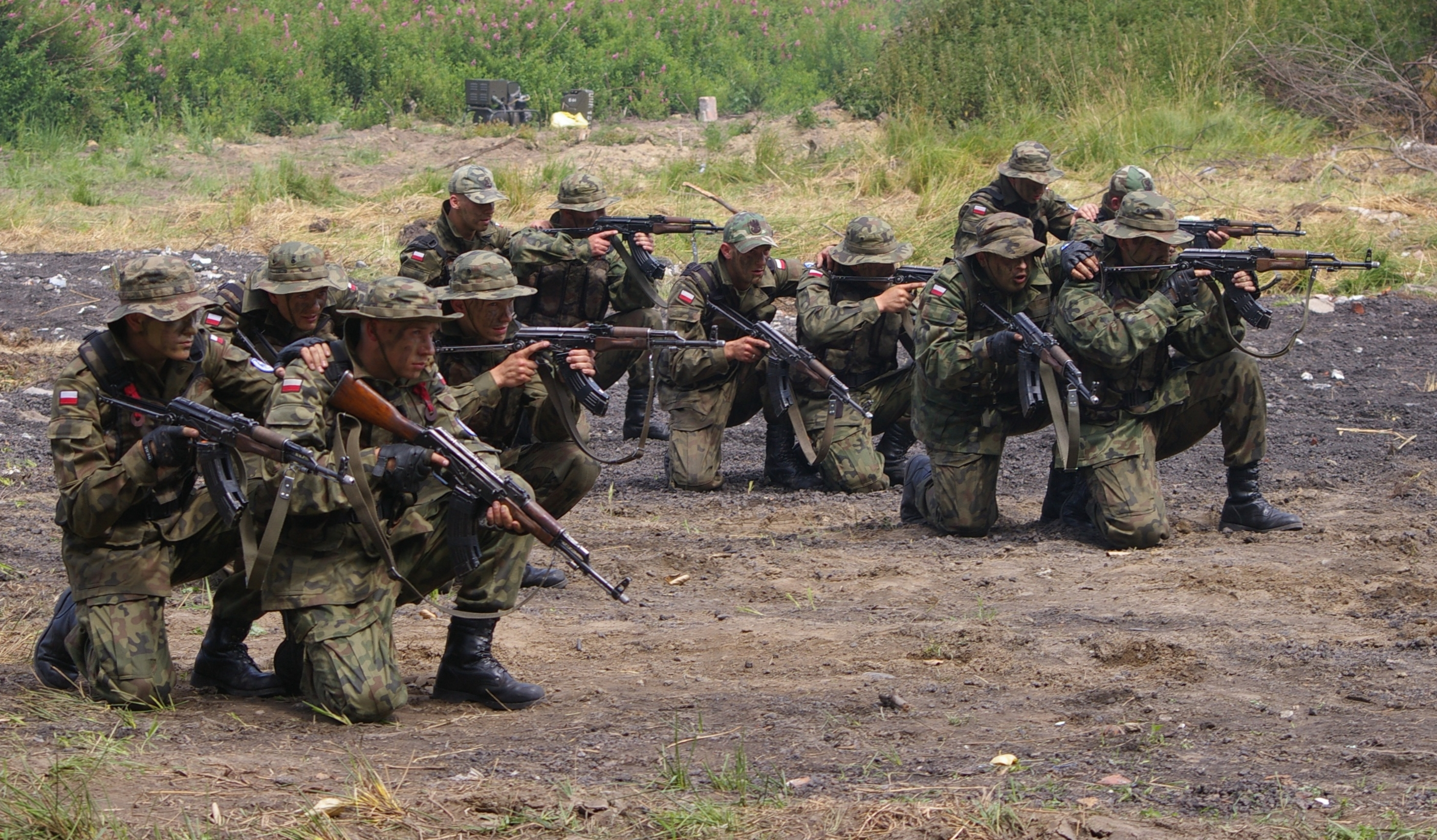
Żołnierze 8 brem w czasie pokazu sprawnościowego.

8 Batalion Remontowy (8 brem) – samodzielny pododdział logistyczny stacjonujący w Kołobrzegu.

## Historia jednostki
Dawniej wchodził w skład 8 Drezdeńskiej Dywizji Zmechanizowanej i stacjonował w Koszalinie. Potem w składzie 12 Dywizji Zmechanizowanej. Później w strukturze 1 Pomorskiej Brygady Logistycznej.
Sformowany na mocy Zarządzenia Szefa Sztabu Generalnego WP Nr 038/Org. z 14 marca 1967, w terminie do 1 lipca 1967 na bazie 1 Ruchomych Warsztatów Naprawy Czołgów (Gryfice), 3 Ruchomych Warsztatów Naprawy Samochodów (Koszalin) oraz 2 Dywizyjnych Warsztatów Uzbrojenia (Kołobrzeg). Wchodząca w skład tego batalionu kompania remontu uzbrojenia (później – kompania uzbrojenia i elektroniki) stacjonowała nadal w Kołobrzegu.
W grudniu 1980 przedyslokowano do Kołobrzegu sztab batalionu, kompanię remontu pojazdów kołowych z Koszalina i kompanię remontu pojazdów gąsienicowych z Gryfic.
Od 7 sierpnia 2024 tradycje 8 brem. kontynuuje 12 pułk logistyczny w Kołobrzegu.

Insygnia
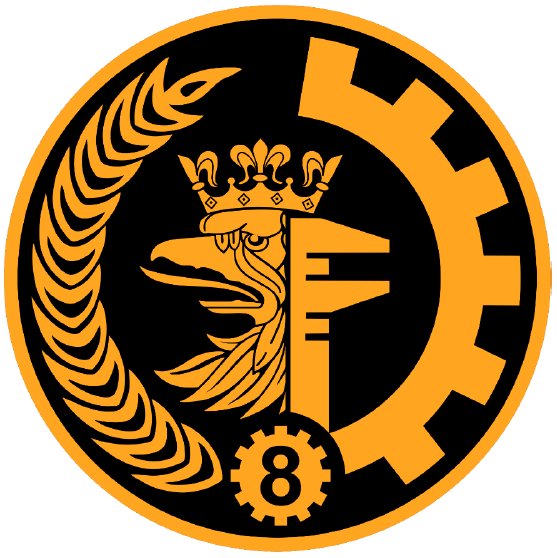
Oznaka rozpoznawcza na mundur wyjściowy (2021)
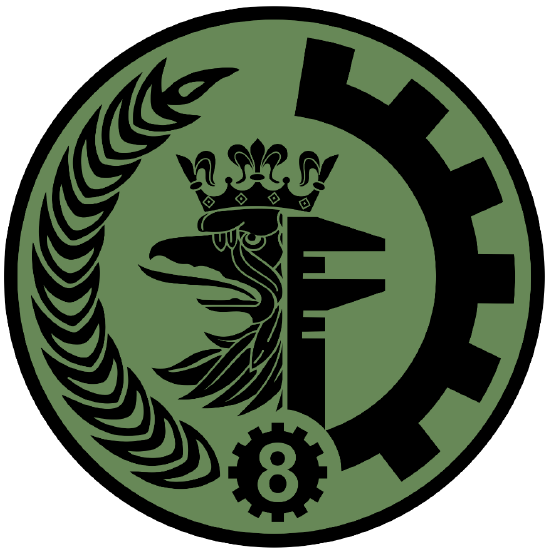
Oznaka rozpoznawcza na mundur polowy (2021)
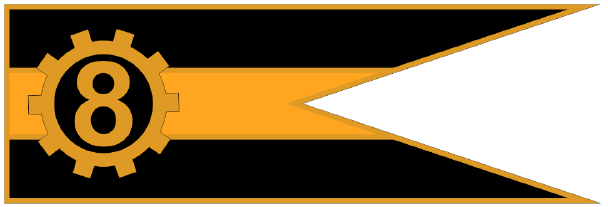
Proporczyk na beret (2021)

## Skład organizacyjny
Dowództwo i sztab
- kompania remontu pojazdów gąsienicowych
  - pluton remontu czołgów
  - pluton remontu BWP
  - pluton remontu transporterów gąsienicowych
- kompania remontu uzbrojenia
  - pluton remontu uzbrojenia
  - stacja kontrolno-remontowa
- kompania remontu pojazdów kołowych
  - 2 plutony remontu pojazdów kołowych
  - pluton remontu transporterów kołowych
- pluton robót specjalnych
  - drużyna naprawy elektronicznej i ładowania akumulatorów
  - drużyna spawalnicza
  - 2 drużyny ślusarsko-mechaniczne
  - drużyna kowalsko-blacharska
- pluton remontu sprzętu łączności
  - 2 drużyny remontu
- kompania ewakuacji
- pluton zaopatrzenia
  - 2 drużyny zaopatrzenia
  - drużyna gospodarcza
- zespół zabezpieczenia medycznego

## Dowódcy
- 1967-75 - ppłk mgr inż. Stanisław Wierzbicki
- 1975-80 - ppłk Czesław Woźniak
- 1980-97 - ppłk Antoni Jaworski
- 1997-98 - mjr mgr inż. Wiktor Chmieliński
- 1998-2001 - ppłk mgr inż. Piotr Moździerz

## Wyróżnienia
- Lex et Patria 2013 – wyróżnienie przyznawane przez Żandarmerię Wojskową[7]